# Årets Uppsalastudent
Utmärkelsen Årets Uppsalastudent delas årligen ut av Uppsala universitet och Anders Walls Stiftelser till en student med goda studieresultat som är i slutet av sin utbildning och utmärkt sig för goda, kreativa insatser vid Uppsala universitet samt deltagit i kår och/eller nationsliv eller gjort särskilda insatser till stöd för andra studenter, alternativt utvecklat entreprenörskap med anknytning till universitetets utbildnings- eller övriga verksamhet. Alla som har anknytning till universitetet får nominera lämpliga kandidater. Föreslagna kandidater beredes av en kommitté som består av representanter från universitetsledningen, nationerna och kårerna.
Årets Uppsalastudent erhåller ett stipendium uppgående till 150 000 kr och blir medlem i nätverket Wallumni.
Sedan utmärkelsen instiftades 2000 har den tilldelats följande:
- Sandra Friberg (2000)
- Lovisa Lovmar (tidigare Malmberg) (2001)
- Mikael Åberg (2002)
- Mina Anger (2003)
- Lisa Landerhjelm (tidigare Davidsson) (2004)
- Pär Höglund (2005)
- Martin Belin (tidigare Svensson) (2006)
- Johan Wessén (tidigare Lundin) (2007)
- Niklas Berntorp (tidigare Elofsson) (2008)
- Rebecca Grudin (tidigare Andersson) (2009)
- Hoa Ly (2010)
- Johan Bengtsson (2011)
- Johan Gärdebo (2012)
- Kajsa Asplund (2013)
- Vanja Dunås (tidigare Eriksson) (2014)
- Erik Englund (2015)[4]
- Allen Ali Mohammadi (2016)
- Fredrik Pettersson (2017)
- Emma Tysk[5] (2018)
- Carl Johan Casten Carlberg[6] (2019)
- Mamduh Halawa[7] (2020)
- Muataz Lafta[8] (2021)
- Benjamin Verbeek[9] (2022)
- Sigfrid Stjärnholm[10] (2023)
- Oskar Lövström[11] (2024)